# Комедийното турне на Блу Колар: Филмът
„Комедийното турне на Блу Колар: Филмът“ американска комедия от 2003 г., разпространен от Уорнър Брос Пикчърс. Във филма участват Джеф Фоксуърти, Бил Енгвал, Рон Уайт и Лари Кабелджията. Последван е от две продължения, които са издадени директно на видео – Blue Collar Comedy Tour Rides Again (2004) и Blue Collar Comedy Tour: One for the Road (2006).